# Marie Braun
Marie Braun (neerlandès: Maria Johanna Philipsen-Braun)  (Rotterdam, 22 de juny de 1911 - Gouda, 23 de juny de 1982) va ser una nedadora neerlandesa, medallista olímpica, que va competir durant les dècades de 1920 i 1930.
El 1928 va prendre part en els Jocs Olímpics d'Amsterdam, on disputà tres proves del programa de natació. Guanyà la medalla d'or en els 100 metres esquena i la de plata en els 400 metres lliures, mentre que en els 4x100 metres lliures fou desqualificada en la final. Quatre anys més tard, als Jocs de Los Angeles disputà dues proves del programa de natació. En ambdues quedà eliminada en sèries.
Durant la seva carrera va establir sis rècords mundials i 25 de nacionals. En el seu palmarès també destaquen sis medalles al Campionat d'Europa de natació: una d'or i dues de plata el 1927 i tres d'or el 1931.
El 1980 fou inclosa a l'International Swimming Hall of Fame.